# 圣基斯定堂 (比萨)

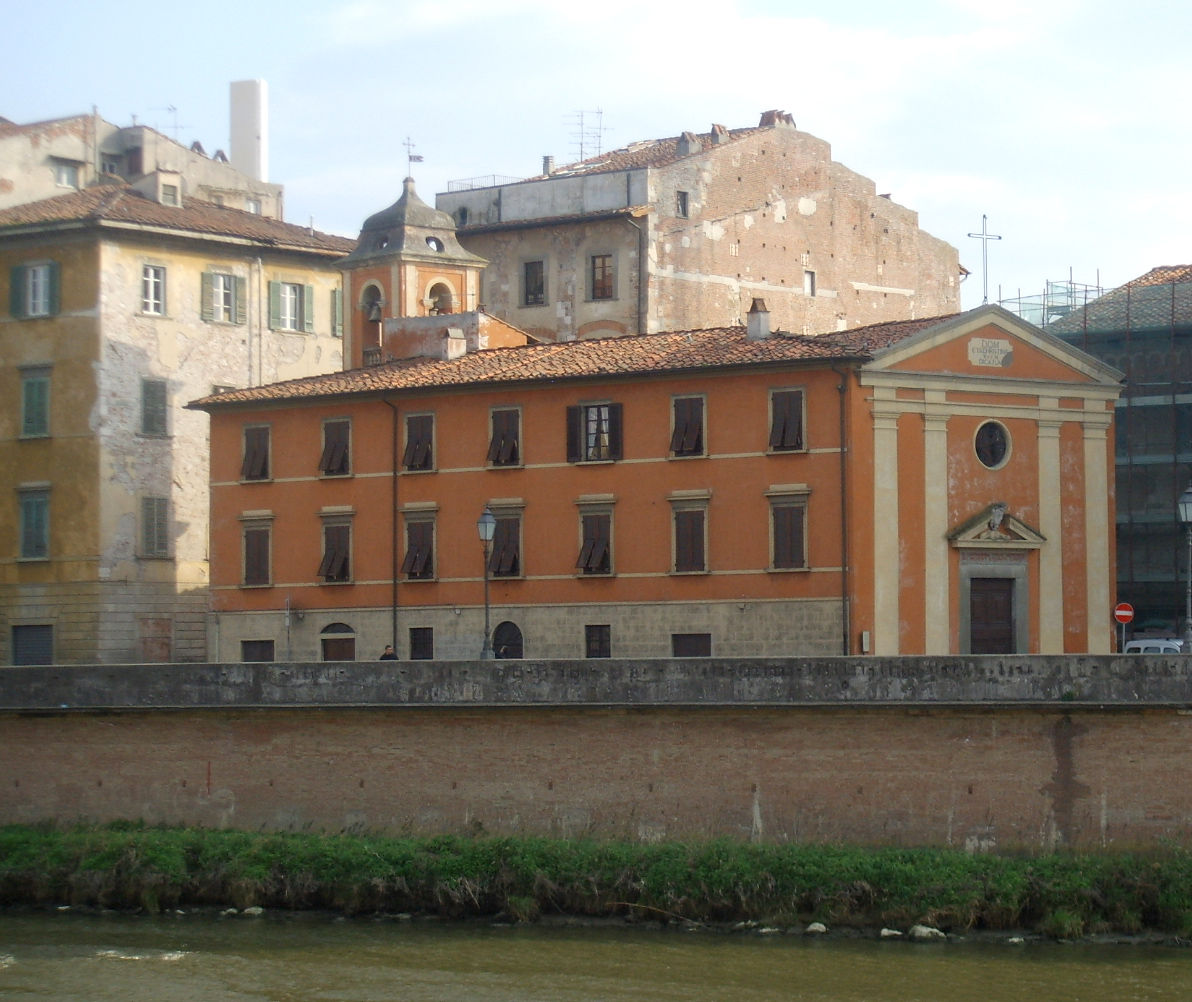
圣基斯定堂

圣基斯定堂（義大利語：Chiesa di Santa Cristina）是意大利比萨的一座罗马天主教教堂，新古典主义建筑风格。

## 历史
该堂自9世纪见于记载，但后殿是10至11世纪。1115年曾被洪水摧毁，三年后重建。
Luigi Archinto伯爵在18世纪后期从米兰搬到比萨，在1814年收购了毗邻教堂的羔羊宫，随后出资重建已经破败的该堂以及钟楼。
该堂内部只有一个中殿，装饰为新古典主义风格。堂内有画作《圣母子》（14世纪）。 
1375年，圣加大利纳在此祈祷时受圣伤。